# Gnome-screenshot
gnome-screenshot — стандартная утилита среды GNOME для создания снимков экрана.
gnome-screenshot позволяет делать снимок экрана целиком (клавиша Print screen), либо отдельного окна (сочетание клавиш Alt + Print screen). Также есть возможность сделать снимок с задержкой.
Когда скриншот сделан, его можно сохранить в указанное место в файловой системе или скопировать в буфер обмена, чтобы, например, сразу приступить к обработке снимка в графическом редакторе, не сохраняя и не открывая его.
Приложение в среде KDE, выполняющее аналогичную функцию — KSnapshot. В операционной системе Mac OS X — приложение Grab.